# ديريك والدومينوز (فريق روك)
ديريك والدومينوز (بالإنجليزية: Derek and the Dominos) فريق بلوز وروك بريطاني أمريكي تشكل في ربيع عام 1970 على يد عازف الجيتار والمغني إريك كلابتون وعازف لوحة المفاتيح والمغني بوبي ويتلوك وعازف الجيتار كارل رادل وعازف الطبول جيم جوردون. لعب جميع الأعضاء الأربعة سابقًا معًا في فريق «ديلاني أند بوني أند فريندز Delaney & Bonnie and Friends»، وخلال وبعد فترة التحاق كلابتون القصيرة مع فريق «بليند فيث Blind Faith»، التحق بالفريق عازف الجيتار «ديف مايسون» في جلسات الاستوديو المبكرة وعزف في الحفلة الحية الأولى. كان جورج هاريسون عضو فريق البيتلز مشاركًا آخر في جلستهم الأولى كفريق، وكان التسجيل لألبومه «كل الأشياء يجب ان تمر All Things Must Pass» علامة على تشكيل فريق ديريك والدومينوز.
أصدر الفريق ألبوم استوديو واحد فقط، «ليلى وغيرها من أغاني الحب المتنوعة Layla and Other Assorted Love Songs»، من إنتاج توم دود، والتي تضمنت أيضًا مساهمات واسعة في جيتار رئيسي وجيتار منزلق من دوان ألمان.
كان ألبومًا مزدوجًا، ولم يتمتع على الفور بمبيعات قوية أو تلقى بثًا إذاعيًا واسعًا، لكنه استمر في كسب إشادة من النقاد. على الرغم من إصداره في عام 1970، إلا أن أغنية «ليلى» المنفردة للألبوم لم تصدر إلا في مارس 1972 (قصة حب بلا مقابل مستوحاة من افتتان كلابتون بزوجة صديقه هاريسون، باتي بويد). احتل الألبوم المراكز العشرة الأولى في كل من الولايات المتحدة والمملكة المتحدة. غالبًا ما يُعتبر الألبوم بمثابة الإنجاز المحدد لمسيرة كلابتون المهنية.
(باتي بويد: تزوجت من جورج هاريسون في عام 1966 وتطلقت منه عام 1977 وتزوجت في وقت لاحق من اريك كلابتون).

## نهاية الفريق
تجمعت المآسي والمصائب طوال مسيرة الفريق القصيرة. انهار كلابتون بوفاة صديقه ومنافسه المحترف جيمي هندريكس في سبتمبر 1970، بعد أن سجلوا نسخة من أغنية هندريكس المشهورة «الجناح الصغير Little Wing»، وقام الفريق بتضمين نسختهم على البومهم «ليلى» كتقدير لهندريكس. قُتل دوان ألمان في حادث دراجة نارية في أكتوبر 1971. كتب كلابتون لاحقًا في سيرته الذاتية أنه كان وألمان لا ينفصلان خلال الجلسات، بالإضافة إلى ذلك، أخذ كلابتون الاستقبال النقدي والتجاري الفاتر إلى «ليلى» بطريقة شخصيًة، مما أدى إلى تسريع تحوله إلى إدمان المخدرات والاكتئاب. تحدث كلابتون عن الفريق في عام 1985 وقال:
«كنا فريقًا خياليًا. كنا جميعًا نختبئ بداخله. ديريك والدومينوز كان كل شيء، لذلك كان لا يمكن أن يستمر. كان علي أن أخرج وأعترف بأنني كنت أنا. أعني، كنت أنا ديريك، كان غطاء لحقيقة أنني كنت أحاول سرقة زوجة شخص آخر. كان هذا أحد أسباب القيام بذلك، حتى أتمكن من كتابة الأغنية، وحتى استخدام اسم آخر لباتي. إذن ديريك وليلى لم يكن امرًا حقيقيًا على الإطلاق».
بعد عودة كلابتون كفنان منفرد في عام 1974، عمل هو ورادل معًا حتى عام 1979، ثم طرده كلابتون فجأة من فرقته. توفي رادل في يونيو 1980 من مضاعفات عدوى الكلى المرتبطة بتعاطي الكحول والمخدرات. لم يعمل ويتلوك وكلابتون معًا مرة أخرى حتى عام 2000، عندما غنيا في برنامج بي بي سي الخاص بعزف البيانو البريطاني جول هولاند لاحقًا. قتل جوردون في عام 1983، والدته بمطرقة خلال نوبة ذهانية. تم احتجازه في مصحة عقلية عام 1984، حيث لا يزال هناك حتى اليوم. تم تضمين التسجيلات من جلسات 1971 للألبوم الثاني الذي تم إلغاؤه للفريق في ألبوم «تقاطع طرق Crossroads» المكون من أربعة أقراص مضغوطة / شرائط الكاسيت، والذي تم إصداره في عام 1988.

## وصلات خارجية
- The Only Televised Performance of Derek and the Dominos
- VH1.com: Derek & the Dominos: Biography